# Maurice Boitel
Maurice Boitel (ur. 31 lipca 1919 w Tillières-sur-Avre, zm. 11 sierpnia 2007 w Audresselles) – francuski malarz, wywodzącym się z École de Paris.

## Życiorys
Maurice Boitel, podobnie jak malarze, tacy jak Bernard Buffet, Yves Brayer, Louis Vuillermoz, Pierre-Henry, Daniel du Janerand, Jean Joyet, Gaston Sébire, Paul Collomb, Jean Monneret, Jean-Pierre Alaux i Gaëtan de Rosnay, należał do ruchu artystycznego, zwanego La Jeune Peinture (Młode Malarstwo), wywodzącego się z École de Paris.
Urodzony w Normandii, Maurice Boitel mieszkał w regionie Burgundia w Gevrey-Chambertin do 12 roku życia. Tam rozwinęło się w nim umiłowanie natury i radość życia, wyrażane w jego dziełach. Wraz z ukończeniem lat pięciu Maurice Boitel zdecydował, iż chce zostać malarzem i od tego czasu poświęcał każdą chwilę rysunkowi. Przed wstąpieniem na paryską École nationale supérieure des beaux-arts (Wyższa szkoła sztuk pięknych), do atelier Eugène’a Narbonne’a, a zaraz po jego udziale w drugiej wojnie światowej, Maurice Boitel odniósł sukcesy w szkołach Sztuk Pięknych w Boulogne-sur-Mer, Amiens. Te dwa miasta były miejscem jego pobytu przez kilka lat. Po powrocie jego rodziny do Nuits-Saint-Georges, Maurice Boitel uczył się w szkole w Dijon (atelier André Claudota).

## Dzieło
Rozwój malarza trwa niepostrzeżenie przez całe jego życie: aż do momentu swego małżeństwa w roku 1946 artysta tworzy dzieła ekspresywne i ziemiste w kolorystyce. Później, w latach 1946-1952, zwłaszcza w Algierii, używa on bardzo dużo kolorów.
Lata 1952-1965 to czas obrazów bardzo osobistych: w bardzo solidnie odrysowanych pejzażach obiekty mają jednolite barwy (farba nakładana jest na płótno szpachelką) i podkreślone są czarnymi konturami. W tym okresie malarz tworzy głównie w Paryżu i w Saint-Mandé, blisko swego miejsca zamieszkania i udaje się często niedaleko Cap Gris-Nez, gdzie maluje serię obrazów poważnych i pochmurnych, na których widnieją burze, barki na plaży, czy też ruiny pozostawione po wojnie. Maluje także postaci klownów, hodowców drobiu, marynarzy. Tworzy też portrety.
W późniejszym okresie, między 1958 i 1965 maluje każdego lata w Cadaqués (Hiszpania). Są to obrazy ciągle w tym samym stylu: uwidoczniona jest w nich struktura, lecz pojawia się również światło oraz żywe kolory Morza Śródziemnego (pejzaże, marynarze, portrety, tłumy na plaży).
Począwszy od roku 1965 jego dzieła, w dalszym ciągu oparte na strukturze, pozbawione zostają konturów. Bardzo chętnie natomiast używa Boitel akwareli – między innymi w Nicei, we Włoszech i Sancerrois. Każdego roku udaje się niedaleko Cap Gris-Nez, do Audresselles, lub do regionu Limousin, do Ambazac. Region paryski, w którym zamieszkuje, dostarcza mu także licznych inspiracji (Montmartre, Bois de Vincennes, wyspy Sekwany, Marne, Guermantes i Conches-sur-Gondoire). Poczynając od roku 1980 zauważa się w jego dziełach tendencję do malowania wyidealizowanej rzeczywistości.

## Wystawy, salony i nagrody
- 1946: laureat nagrody Prix Abd-el-Tif (umożliwia mu ona dwuroczny pobyt w Algierze wraz z całą rodziną).

Po powrocie do metropolii wystawia swoje dzieła na Salonie Niezależnych, Salon de la Jeune peinture, Salonie Jesiennym) i, nieco później, na Salon des artistes français, Salon du Dessin et de la Peinture à l'eau, Salon Terre latine, Salon de la Société nationale des Beaux-Arts i Salon Comparaisons. Był również członkiem komisji podczas tych dwóch ostatnich salonów.
- 1949: wystawa indywidualna w algierskiej Galerie de l'Elysée, Faubourg Saint Honoré.
- 1951: kolejna wystawa indywidualna w tej samej galerii. Maurice Boitel bierze także udział w wystawie zbiorowej w Galerie Suillerot i w wystawach tematycznych, na czele których stoi Jacques Hébertot związany z Association des Amateurs de Peinture.
- 1958: nagroda Prix Robert Louis Antral, przyznawana przez władze Paryża. Wystawa indywidualna w Galerie René Drouet w Paryżu przy rue du Faubourg-Saint-Honoré, gdzie przyjdzie mu jeszcze nieraz wystawiać swoje dzieła.
- 50. XX: zlecenia wykonania dekoracji (freski i ceramika) w zespole szkół Voltaire w Montreuil-sous-Bois i Jean-Charles Gatinot w Montgeron. Wykonuje te zlecenia samodzielnie.
- 1954: nagroda Maurice Pierre de la Jeune Peinture.
- 1959: nagroda Winsora i Newtona.
- 1963: nagroda Pierre’a Puvisa de Chavannes przyznana przez Société Nationale des Beaux-Arts; umożliwia mu wystawienie całości swoich dzieł w Musée national d’Art moderne (Muzeum Sztuki Współczesnej) w Paryżu.
- 1966: nagroda Francisa Smitha, która pozwala mu na wyjazd do Portugalii.
- 1968: Médaille d’Or des Artistes Français, a Académie des Beaux-Arts przyznaje mu nagrodę Bastiena Lepage’a.
- 1970: zaproszenie na lotniskowiec Clemenceau przez Francuską Marynarkę Wojenną. Tworzy przy tej okazji kilka pejzażów Francji północnej.
- 1974: le Grand Prix du Conseil Général de Seine-et-Marne.
- 1980: Institut de France przyznaje mu nagrodę Dumasa Milliera.
- 1984: Fondation Taylor wyróżnia go nagrodą Prix d'aquarelle Rogera Deverina.

Liczne wystawy, między innymi w Muzeach Boulogne-sur-Mer w roku 1976, w Saint-Maur w roku 1977, w Montbard w roku 1982, w Montreuil-sur-Mer roku 1993, umożliwiły mu zaprezentowanie w licznych salach retrospektyw z dużymi obrazami na których figurują kompozycje, jak i również pejzaże Francji, Włoch, Hiszpanii, Portugalii, Holandii itd.
- 1990: Salon Jesienny składa mu hołd w postaci wystawy zajmującej trzy sale paryskiego Grand Palais.
- 1999: przewodniczący wraz z komisją salonu Indépendants de Paris zapraszają go do zorganizowania retrospektywy swych dzieł.
- 2003: Salon de la Société Nationale des Beaux-Arts de Paris przyznaje mu la Médaille d'Or (Złoty Medal).